# Tercera Avenida–Calle 149 (línea White Plains Road)

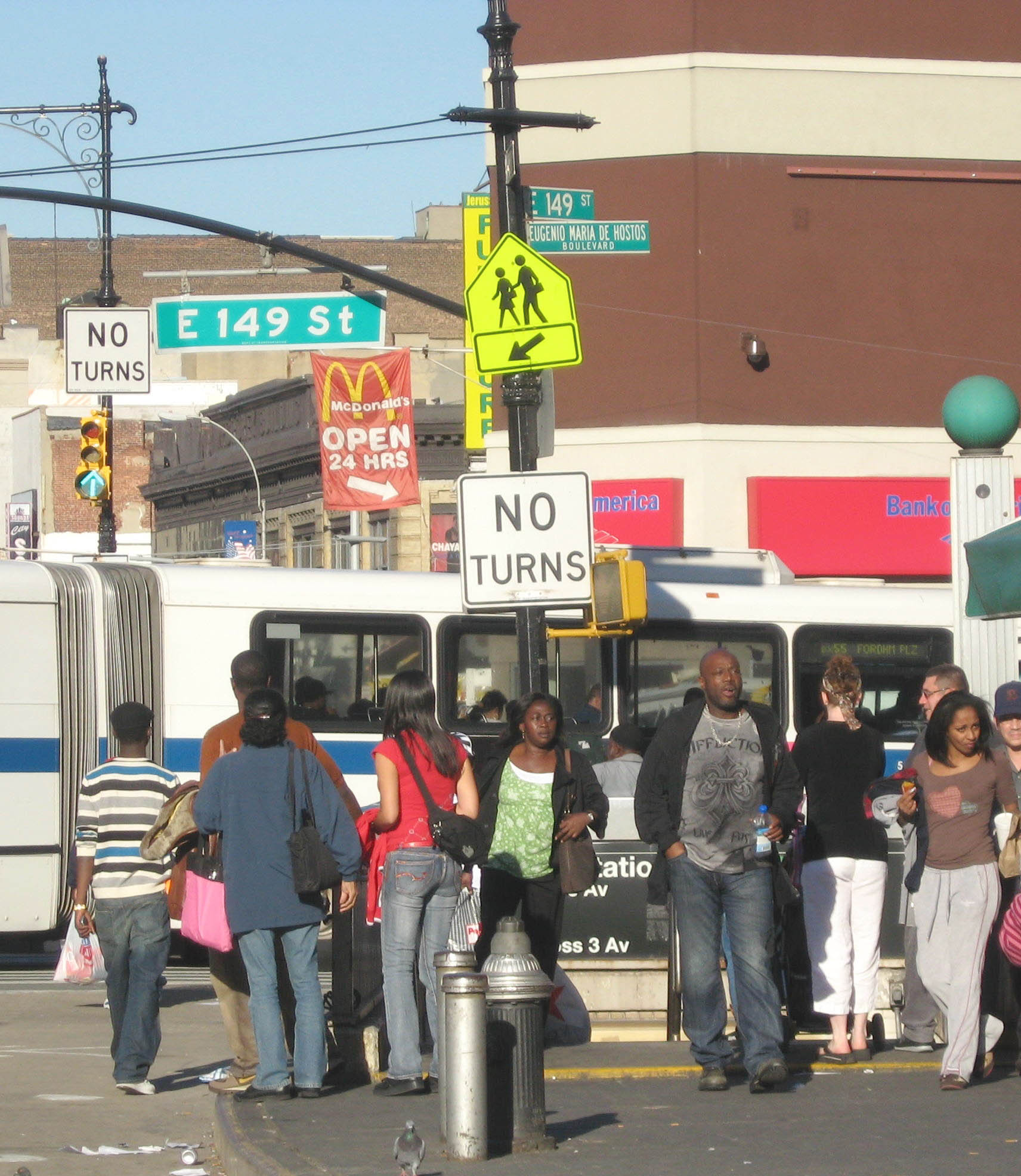
Calle Stair.

La Tercera Avenida–Calle 149 es una estación en la Línea White Plains Road del Metro de la Ciudad de Nueva York. Está localizada en la Tercera Avenida y Calle 149 Este (también conocida como Bulevar Eugenio Maria de Hostos) en Mott Haven. La estación es utilizada por los servicios  y 
La estación, que tiene dos vías con dos plataformas laterales, fue renovada e incluye ascensores y una plataforma de control de tarifas en cada lado de la estación. Al norte de la estación, las vías ascienden y se convierte en una estructura elevada hasta la Calle 180 Este. Esta es la sección más larga bajo los primeros contratos de la IRT.